# Archeohomaloplia mingi
Archeohomaloplia mingi (лат.) — вид пластинчатоусых жуков рода Archeohomaloplia из подсемейства хрущей (Sericini, Scarabaeidae). Китай (Сычуань, уезд Чаченг, на высоте 2700 м). Назван в честь китайского колеоптеролога Ming Bai (Пекин), специалиста по жукам семейства Scarabaeidae.

## Описание
Пластинчатоусые жуки мелкого размера (длина тела 5,4—6,3 мм; ширина 3,0—3,3 мм), имеют чёрное и блестящее тело. Усики состоят из 10 сегментов, включая 3-члениковую булаву. A. mingi можно отличить от всех других видов Archeohomaloplia по базальной краевой линии переднеспинки, которая прерывается посередине.

## Таксономия
Вид был впервые описан в 2011 году немецким энтомологом Дирком Аренсом (Zoologisches Forschungsmuseum Alexander Koenig, Бонн, Германия).